# Denni Conteh
Pour les articles homonymes, voir Conteh.
Denni Conteh, né le 4 août 1975 à Copenhague (Danemark), est un footballeur danois d'origine sierra-léonaise. Il évoluait au poste d'attaquant.

## Carrière
- 1994-1995 : Lyngby BK
- 1996 : Ølstykke
- 1996-1997 : Hvidovre IF
- 1997-2000 : Racing Club de Strasbourg
- 2000-2002 : Herfølge BK
- 2002-2003 : Sparta Rotterdam
- 2003-2004 : FC Nordsjælland
- 2004-2006 : Odense BK
- 2006 : Molde FK
- 2006 : AB Copenhague
- 2007 : BK Frem Copenhague
- 2007 : KÍ Klaksvík

## Palmarès

### En équipe nationale
- 2 sélections et 0 but avec l'équipe du Danemark - de 19 ans en 1993.